# Берёзовка (Красногорский район)
Берёзовка — село в Красногорском районе Алтайского края, административный центр муниципального образования сельское поселение Берёзовский сельсовет.

## История
Основано в 1726 году. В 1926 году состояло из 360 хозяйств. В национальном составе населения того периода преобладали русские. В административном отношении являлось центром Берёзовского сельсовета Сростинского района Бийского округа Сибирского края.
В окрестностях села расположено множество археологических памятников, наиболее значительными из них можно считать городище Берёзовка и стоянки по правому берегу реки Берёзовки. Наиболее древние из них относятся к эпохе позднего палеолита.

## Население
| 1926  | 1997  | 1998  | 1999  | 2000  | 2001  |
| ----- | ----- | ----- | ----- | ----- | ----- |
| 1795  | ↘1351 | ↘1336 | ↘1332 | ↗1340 | ↗1364 |
| 2002  | 2003  | 2004  | 2005  | 2006  | 2007  |
| ↘1331 | ↗1356 | ↘1343 | ↗1381 | ↗1388 | ↘1366 |
| 2008  | 2009  | 2010  | 2011  | 2012  | 2013  |
| ↘1356 | ↘1349 | ↘1187 | ↘1185 | ↗1225 | ↗1243 |

Национальный состав
Согласно результатам переписи 2002 года, в национальной структуре населения русские составляли 92 %.

## Образование
В посёлке расположено муниципальное образовательное учреждение «Берёзовская средняя общеобразовательная школа».